# Abrocoma shistacea
Abrocoma shistacea är en gnagare i familjen chinchillaråttor som förekommer i västra Argentina. Populationen listades en längre tid som underart till Abrocoma cinerea och sedan 2002 godkänns den som art. Den listas av IUCN som livskraftig (LC).

## Utseende
I två studier anges den genomsnittliga kroppslängden (huvud och bål) med 16,2 respektive 18,3 cm och svanslängden med 10,1 respektive 10,8 cm. Vikten ligger vid 174 g. Djuret har cirka 2,8 cm långa bakfötter och ungefär 2,5 cm stora öron. Pälsen är på ovansidan gråaktig och på undersidan ljusare i samma färg. Mörkast är regionen kring ryggens mittlinje. Artens svans har en mörk ovansida och en vit undersida. Även händer och fötter är på ovansidan täckta av vita hår. En fläck av vitaktiga hår på bröstet täcker en körtel.
Djuret har i varje käkhalva en framtand, ingen hörntand, en premolar och tre molarer, alltså 20 tänder.
Arten har liksom Abrocoma vaccarum men i motsats till de flesta andra släktmedlemmar stora och breda övre framtänder. Hos Abrocoma shistacea är dessa lodräta medan Abrocoma vaccarum har snedställda övre framtänder. Hos Abrocoma vaccarum är framtändernas orange färg blekare.

## Utbredning
Denna chinchillaråtta lever endemisk i provinsen San Juan i västra Argentina. Den vistas i Andernas mellersta och låga delar mellan 1100 och 2900 meter över havet. I utbredningsområdet förekommer många klippor och stenar samt glest fördelad växtlighet.

## Ekologi
Arten gräver underjordiska bon i marken mellan klipporna. Födan utgörs främst av buskar från släktet Larrea. En hanne, några honor och deras ungar bildar en liten flock. I utbredningsområdet förekommer även växter av släktena Gymnophyton, Stipa och Bougainvillea  men de lämnas vanligen orörd.
Boet byggs vanligen så att ingången ligger mot öst. Tunnlarna som sammanlänkar kamrarna ligger ungefär 30 cm under markytan. Mellan två bon ligger i genomsnitt 127 meter. Individerna är oftast aktiva mellan skymningen och gryningen. Fortplantningssättet antas vara lika som hos andra släktmedlemmar.